# 派迪昂大學
派迪昂社會政治科學大學 （希臘語：Πάντειον Πανεπιστήμιο Κοινωνικών και Πολιτικών Επιστημών），通常簡稱派迪昂大學，是一所位於希臘雅典的公立大學，由曾留學巴黎政治大學的希臘人Georgios Fragoudis和Alexandros Pantos根據其母校創立於1927年，是該國最古老的社會學和政治科學學院。